# Moldaviens politik
Moldaviens politik präglas av Moldaviens närhet till Rumänien (och EU), Ukraina och Ryssland
Moldavien är en parlamentarisk republik. Parlamentet har en kammare med 101 ledamöter som väljs i allmänna val vart fjärde år. Parlamentet väljer sedan president, som fungerar som statschef, genom sluten omröstning. Sedan den konstitutionella reformen år 2000 krävs en majoritet på tre femtedelar av de 101 ledamöternas röster, vilket vill säga sextioen röster. Presidenten utser en premiärminister som i sin tur bildar en regering. För båda krävs parlamentets godkännande.

## Valresultat parlamentsvalet 2014
| Parti                            | Röster    | %     | Mandat | +/–  |
| -------------------------------- | --------- | ----- | ------ | ---- |
| Socialistiska partiet            | 327 910   | 20,51 | 25     | Nytt |
| Liberaldemokraterna              | 322 188   | 20,16 | 23     | –9   |
| Kommunistpartiet                 | 279 372   | 17,48 | 21     | –21  |
| Demokratiska partiet i Moldavien | 252 489   | 15,8  | 19     | +4   |
| Liberala partiet                 | 154 507   | 9,67  | 13     | +1   |
| Registrerade/valdeltagande       | 2 953 276 | 55,85 | –      | –    |
| Källa: CEC                       |           |       |        |      |